# نواه كانتور
نواه كانتور هو لاعب كرة قدم كندية كندي، ولد في 11 يناير 1971 في أوتاوا في كندا.